# Лука Мичета
Лука Мичета (Београд, 1959) српски је новинар, публициста и аутор. У новинарству се појављује почетком осамдесетих година прошлог века. Завршио је Прву београдску гимназију и студирао економију на Београдском универзитету. Био је коментатор и уредник листа Студент, као и недељника НИН, у коме је у том периоду писала репрезентација југословенског новинарства: Богдан Тирнанић, Боро Кривокапић, Југ Гризељ, Александар Тијанић, Сава Даутовић, Драгослав Ранчић, Стеван Станић, Милош Глигоријевић, Душан Величковић, Миша Васић, Љуба Стојић и други.
Био је дугогодишњи ексклузивни интервјуер НИН-а, водећи разговоре са значајним личностима политичког и културног живота Југославије. Први је новинар у историји српског новинарства који је интервјуисао једног папу — папу Бенедикта XVI.
После демократских промена 2000. године, именован је 2003. за генералног директора Танјуга. У том периоду враћа агенцији професионални углед, модернизује је и поново уводи у Европску асоцијацију новинских агенција (EANA), из које је била искључена током деведесетих година. За време његовог мандата одржана је годишња скупштина EANA у Београду, што се није догодило ни у време Хладног рата, а представљало је значајно признање за агенцију.
Оформљен је видео-сервис Танјуга и први web-cast у Србији. Уведен је и специјални сервис Албански билтен ради објективнијег информисања о косовским питањима. За време његовог мандата, Танјуг је развио и издавачку делатност, објављујући књиге о историји агенцијског новинарства у Југославији и друга значајна издања.
Један је од ретких државних функционера тог ранга који је поднео оставку и отишао у слободне писце.
Често га описују као биографа српског средњег века, а његово дело о владарима тог периода назива се покушајем синтезе српског средњег века кроз публицистичко-историјска остварења.
Од 2024. године аутор је и водитељ емисије Синтеза (У Спектру са Луком Мичетом) на телевизији Newsmax Balkans, у којој кроз разговоре са саговорницима обрађује теме из културе, историје и друштва.

## Дела
Објавио је више од 20 књига, међу којима су:
- Срби и демократија (са Маринком Вучинићем, 1992)
- Судбина Бошњака (1997/1999)
- Панорама погледа, појмова и мишљења Адила Зулфикарпашића (2001)
- Ване Ивановић између Тита и Драже (2010)
- Сулејман, Хурем и Срби (2012)
- Повратак краља — судбина Карађорђевића у егзилу (2013)
- Стефан Немања — настанак европске Србије (2013)
- Стефан Дечански — биографија најнесрећнијег српског краља (2014)
- Дух побуне — одбрани интервјуи (2015)
- Стефан Првовенчани — биографија првог српског краља (2015, посебно издање 2017)
- Крик страсти и маршеви тријумфа — др Александар Обрадовић (2015/2016)
- Деспот Стефан Лазаревић — биографија првог Београђанина (2016)
- Краљ Милутин — биографија светог српског краља (2016)
- Душан Силни — биографија првог српског цара (2016)
- Карађорђе I, II — биографија (2018)
- Одјек прошлости (2019), Одјек прошлости II (2020)
- Завештање Светог Саве (2019)
- Немањићи — биографија: нек се знаде да смо царевали (2021), преведено на енглески као The Nemanjić Dynasty of Serbia — Biographies (2022)
- Кошмари Ватикана (2023)

## Лични живот
Ожењен је Јеленом, са којом има сина Александра.